# 佐藤ゆみ
佐藤ゆみ（さとう ゆみ）は、ウェルエイジング経済フォーラム代表理事。日本の政治アナリスト・公共政策アドバイザー、ビジネスコンサルタント。INTEGRACE代表

## 人物・来歴
札幌市出身。Lewis&Clark College留学後、総合広告代理店にコピーライター・プランナーとして入社。ディレクターとして国内・海外企業、商品のプロモーション、広告宣伝をはじめとしたマーケティングコミュニケーション、省庁や自治体の事業・アドボカシー企画等主にパブリックアフェアーズの分野に9年従事。
総選挙に出馬・落選後、与野党の国会議員政策担当秘書として主に環境、医療、国土交通、マイナンバーをはじめ各種政治・政策・規制等の調整、選挙キャンペーンに携る。議員会館在職中より省庁連携と官民の全世代で政策を議論・制度つくりを考える必要性を感じ、2009年より官民 政策座談会を開始。政治アナリスト、ビジネスコンサルタント、食文化礼法講師、官民イベントの司会・ファシリテーターとして幅広く活動。世界的投資家のウォーレン・バフェットをはじめ企業経営者、政治家、官僚の日経ビジネスオンライン、プレジデント誌でのインタビュー連載・執筆多数。
両親の医療過誤・介護生活経験から医療、食、モビリティと街づくり等、住民の包摂性を考えた街つくり、制度の必要性を感じ、解決に向け日本医療政策機構マネージャー、ヘルスケア・フィンテック・自動運転スタートアップの政府渉外（議員連盟設立などルールメイキングに必要な合意形成、ロビイング等）、コミュニケーション、プロモーションを含む総合メンタリング業務を経て現在、グローバル金融機関の新規事業企画、官民連携業務に従事中。その傍ら、官民政策座談会を基盤に超高齢社会における課題解決のための政策提言・アドボカシー活動団体とするウェルエイジング経済フォーラムを有志と共に2019年に設立。政官民産学の縦割りや年齢、立場の横割りを越えた公益コミュニティとし、脱エイジズムを掲げている。各界のトップランナーを一堂に集めた提言フォーラム、官民政策勉強会、科学技術・イノベーションを促進、発掘・活用推進する日本初のエイジテックアワードを企画開催。省庁・自治体と企業、学術、研究機関、非営利団体の共創、国際展開を促す官民連携事業を企画プロデュース中。

## 執筆活動
- 日経ビジネスオンライン「若きキャリア官僚の秋2009」32週連載
- 日経ビジネスオンライン「若きキャリア官僚の春2010」
- 日経ビジネス「戸別所得補償で農家は強くならない」
- プレジデント誌にて世界的投資家のウォーレン・バフェット氏、ニトリ創業者など経営者、閣僚など政治家のインタビュー連載多数